# Архітектура Аргентини
Архітектура Аргентини започаткована з початком іспанської колонізації, а у XVIII столітті міста країни досягли своєї пишноти. Такі міста, як Кордова, Сальта, Мендоса, а також Буенос-Айрес зберегли більшу частину своєї історичної іспанської колоніальної архітектури, попри їх міське зростання.

## Історія
Простота стилю бароко яскраво помітна в Буенос-Айресі, в роботах італійських архітекторів, таких як Андре Б'янкі і Антоніо Маселла, в церквах Сан-Ігнасіо, Нуестра-Сеньйора дель Пілар, кафедральному соборі Буенос-Айреса і ратуші Буенос-Айреса.
Італійський та французький вплив посилився після війн за незалежність на початку XIX століття, хоча академічний стиль зберігався аж до перших десятиліть XX століття. Спроби реконструкції мали місце в другій половині XIX століття і на початку XX, коли європейські тенденції проникли в країну, відбившись у численних важливих будівлях Буенос-Айреса, таких як Церква Санта-Фелічітам Ернесто Бунге; Паласіо Корреос і Верховний суд Аргентини; Національний Конгрес Вітторіо Меано і театр Колумба Франческо Тамбуріні.
Низка молодих італійських архітекторів, серед яких Вірджиніо Коломбо, Франсіско Джанотті і Маріо Паланті, які проектували італійський павільйон для виставки «Інтернаціональ дель Сентенаріо» (1910), зробили успішну кар'єру в Буенос-Айресі, працюючи в різних стилях, включно з модерном. Їх будівлі були серед найважливіших будівель XX століття в Буенос-Айресі, і ті, що збереглися, продовжують відігравати значну роль у визначенні архітектурного ландшафту міста.
Архітектура другої половини XX століття продовжувала адаптувати французьку неокласичну архітектуру, в таких зразках, як штаб-квартира Національного банку Аргентини, побудована Алехандро Бустільо, і Музей мистецтва Іспанії Фернандеса Бланко, побудований Мартіном Ноелем.
Однак після початку 1930-х років вплив раціоналістичної архітектури і Ле Корбюзьє став домінувати серед місцевих архітекторів, з яких Альберто Пребиш і Амансіо Вільямс виділяються в цьому новому ключі. Будівництво хмарочосів у Буенос-Айресі почалося після 1950 року, хоча нове покоління стало відкидати їх «жорстокість» і намагалося знайти архітектурну ідентичність. Цей пошук ідентичності відбито в будівлі Banco de Londres, зведеній 1967 року Клоріндо Тестою разом з Дієго Перальтою Рамосом, Альфредо Агостіні і Сантьяго Санчесом Еліа. В наступні десятиліття нові покоління архітекторів, як завжди, включали в свої роботи європейські авангардистські стилі і нові техніки.
Починаючи з другої половини XX століття, аргентинські архітектори стали помітнішими в розробці проєктів елітної нерухомості в країні, таких як Торре Ле Парк і Торре Акваліна Маріо Роберто Альвареса, а також у всьому світі, наприклад, Велз Фарґо Центр і Вежі Петронас, автором обох проектів є Сезар Пеллі.
Аргентинські квартали характеризуються дуже незалежними проектами для кожного будинку. Більшість будинків мають індивідуальний дизайн. Житла однакової забудови майже не існує, як правило, воно зарезервоване для субсидованих будинків, зведених державою для найбідніших.

## Галерея

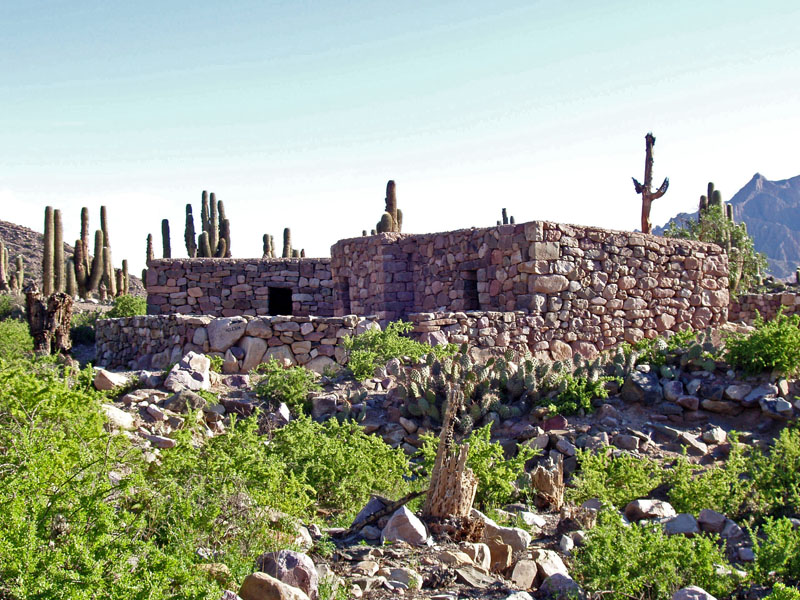
До-інківська фортеця Пукара-де-Тілкара, Жужуй
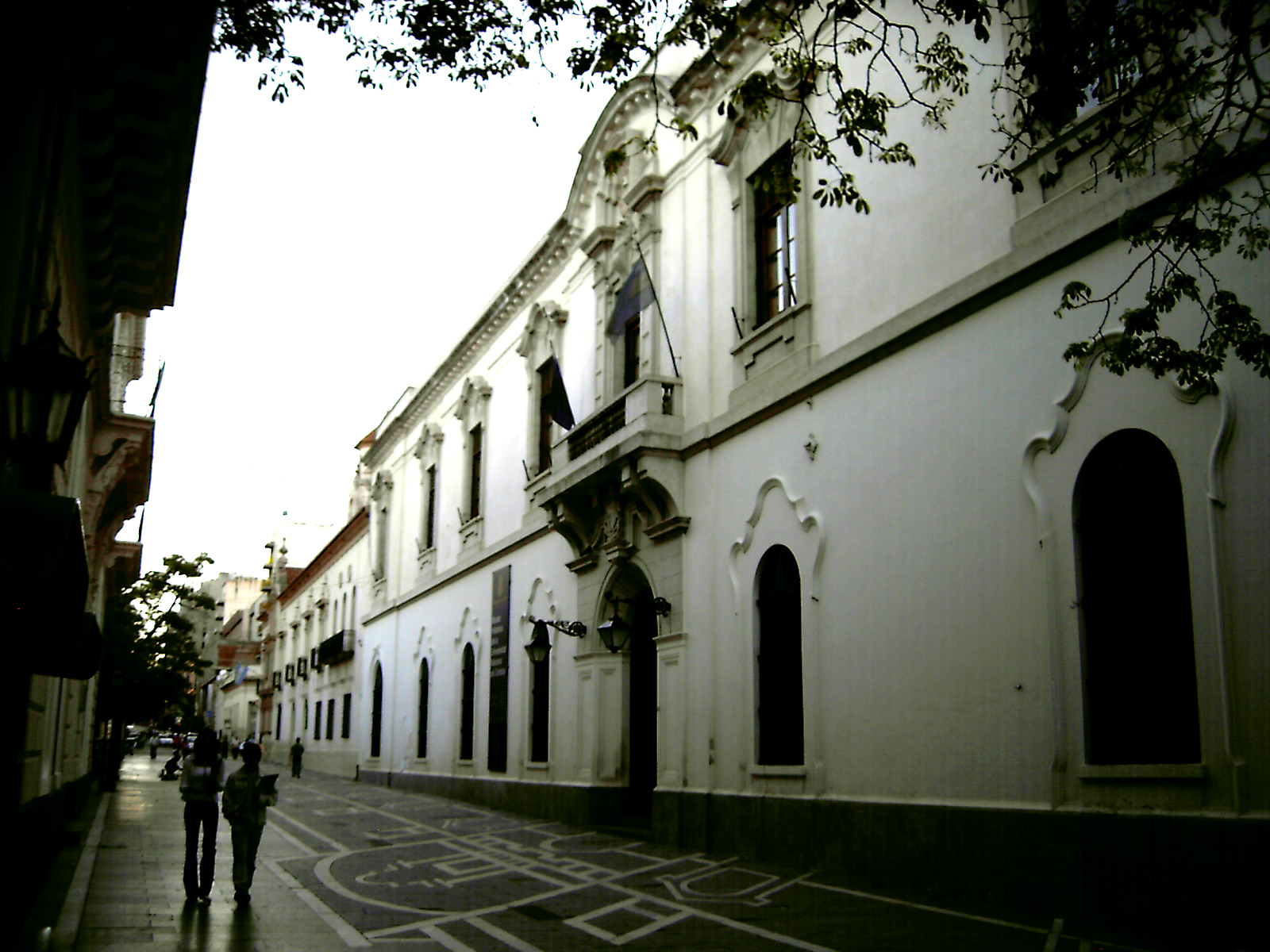
Іспанська колоніальна архітектура[en] в Єзуїтському кварталі, Кордова
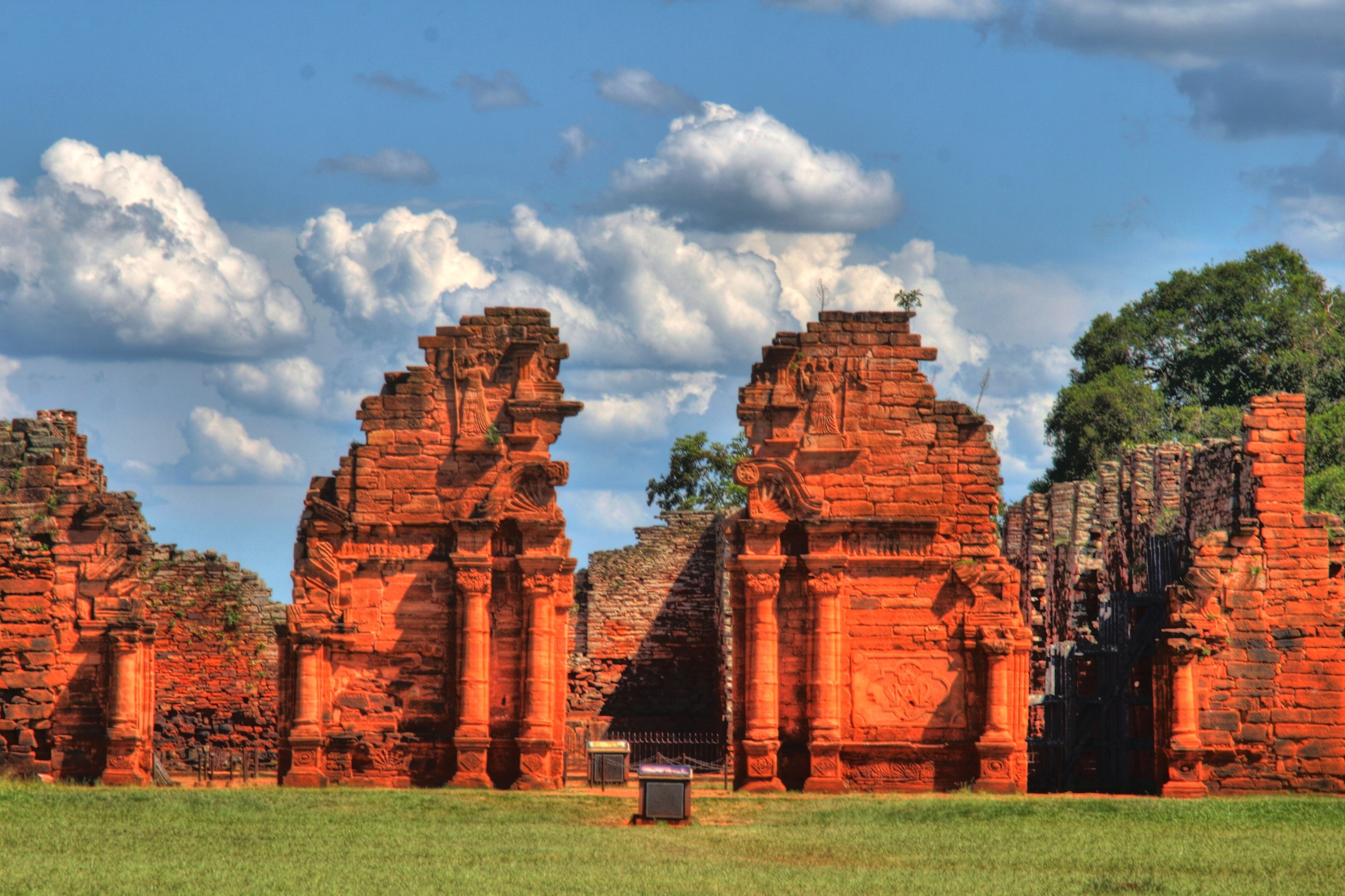
Церква Сан-Іґнасіо-Міні, бароко, Місьйонес
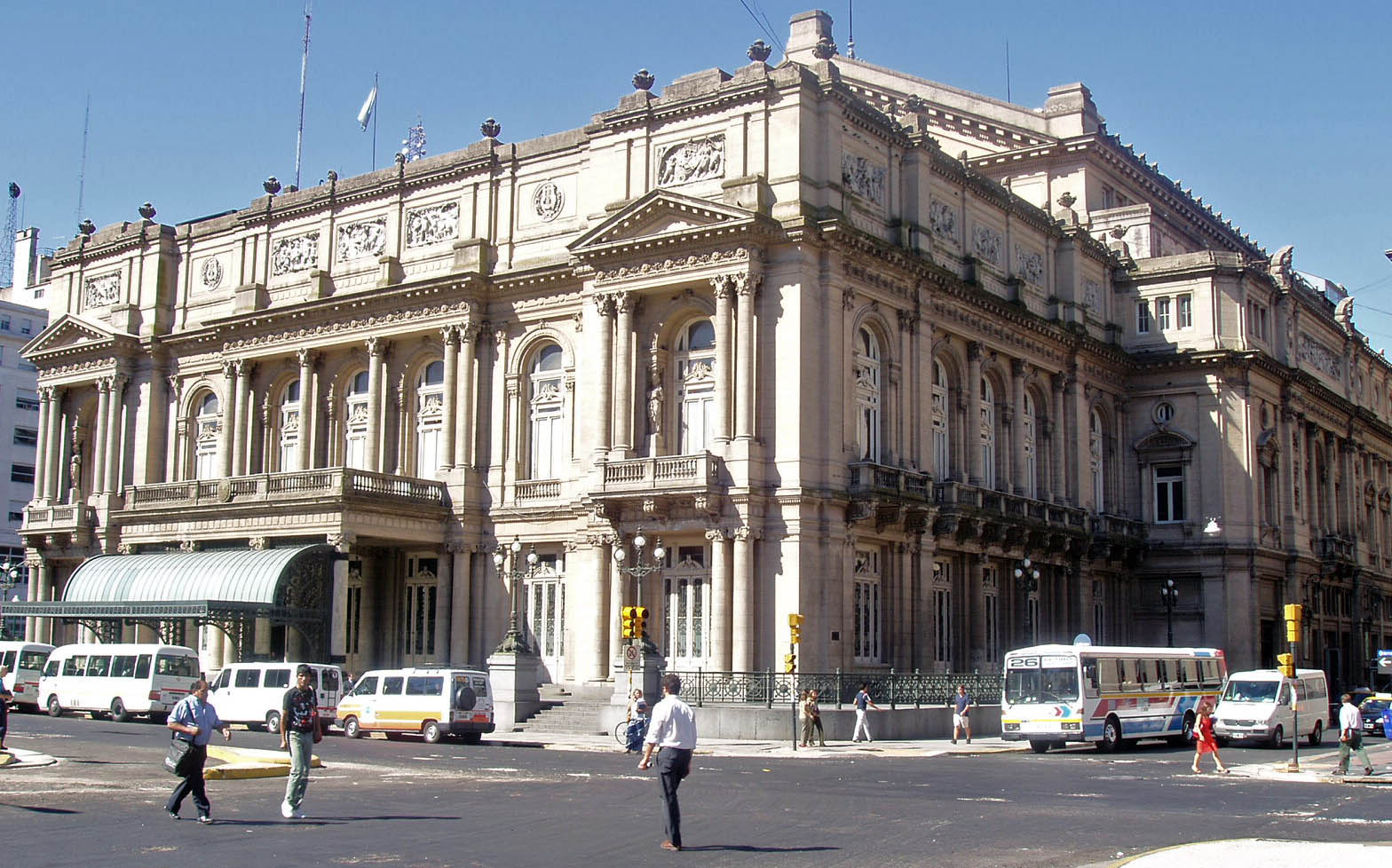
Театр Колумба, неоренесанс, Буенос-Айрес
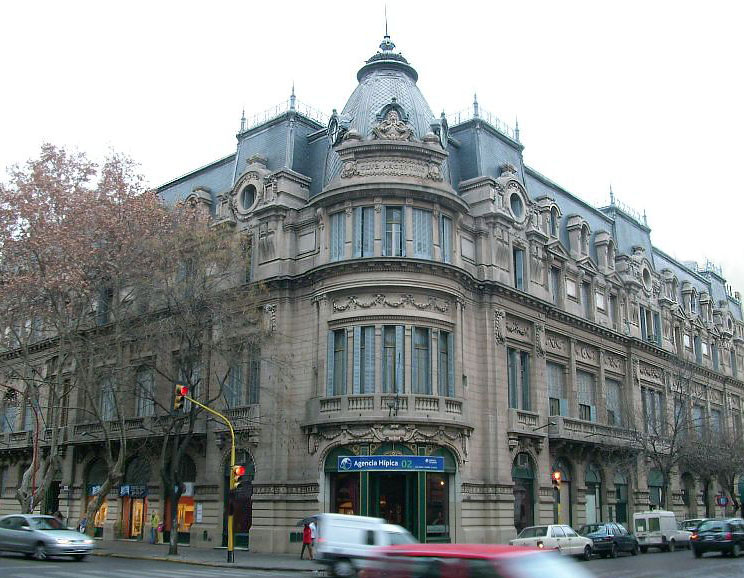
Аргентинський клуб у стилі боз-ар, Баїя-Бланка
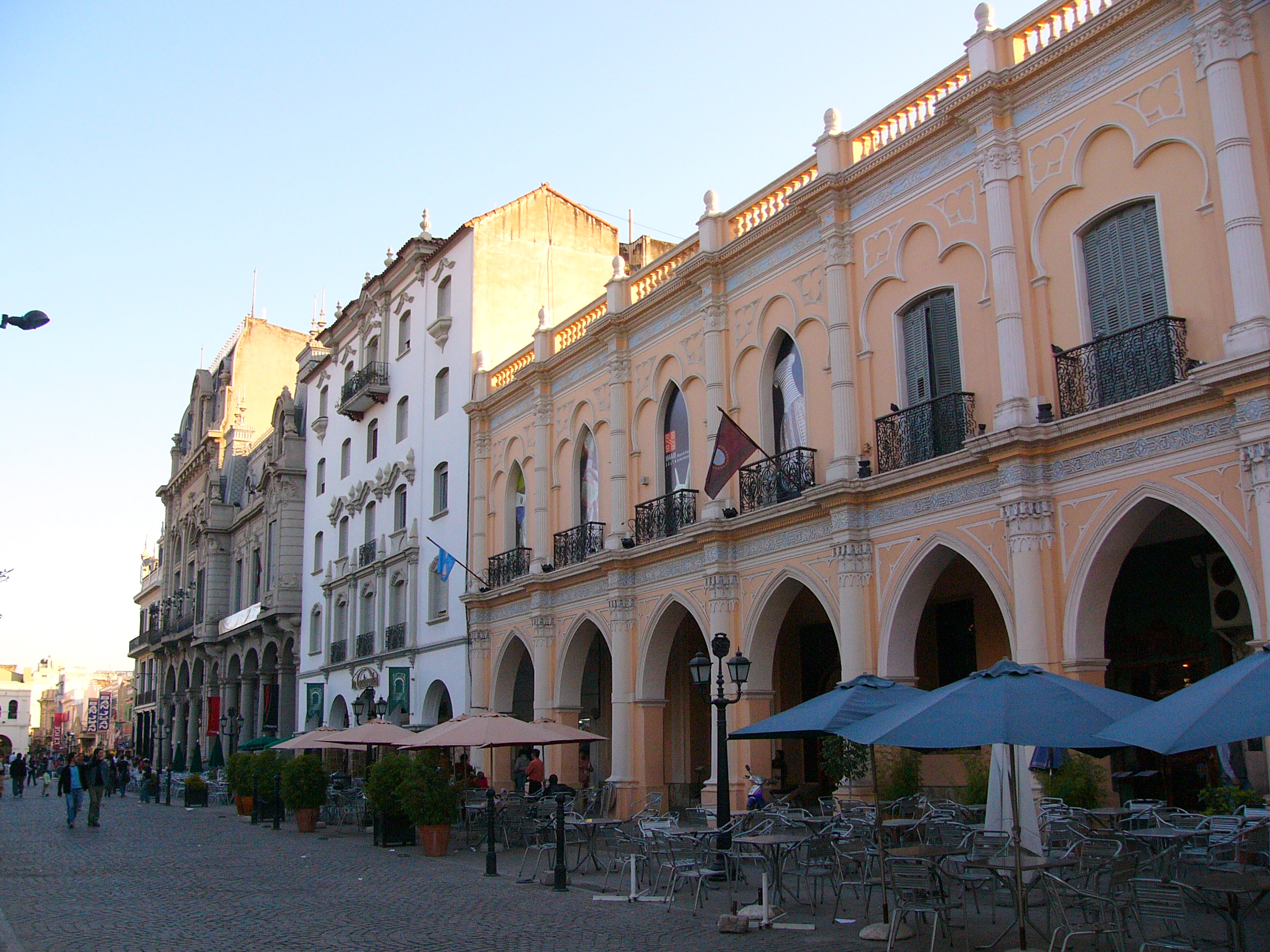
Іспанська колоніальна архітектура в Сальті
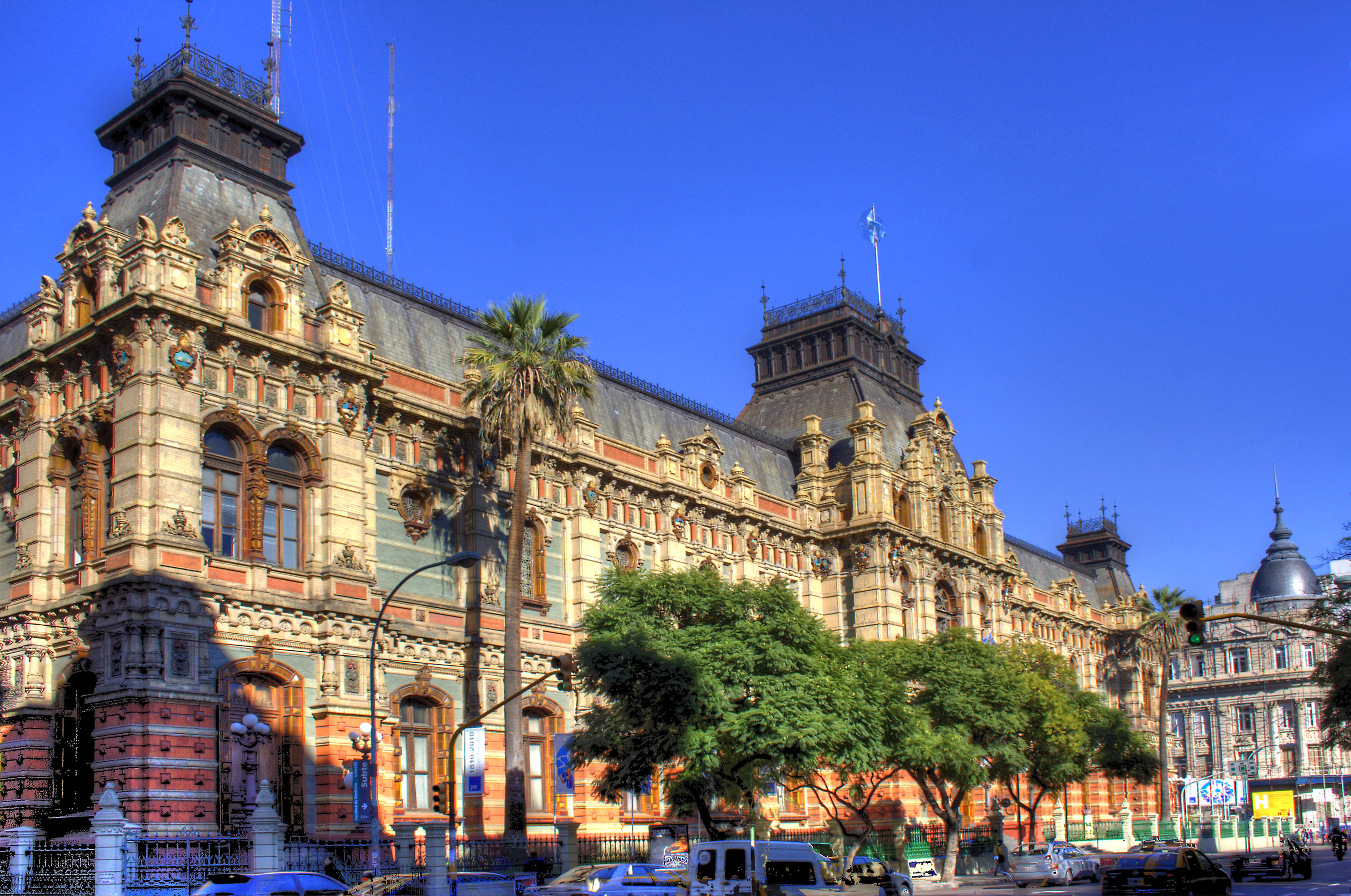
Паласіо де Агуас Коррієнтес, еклектизм, Буенос-Айрес
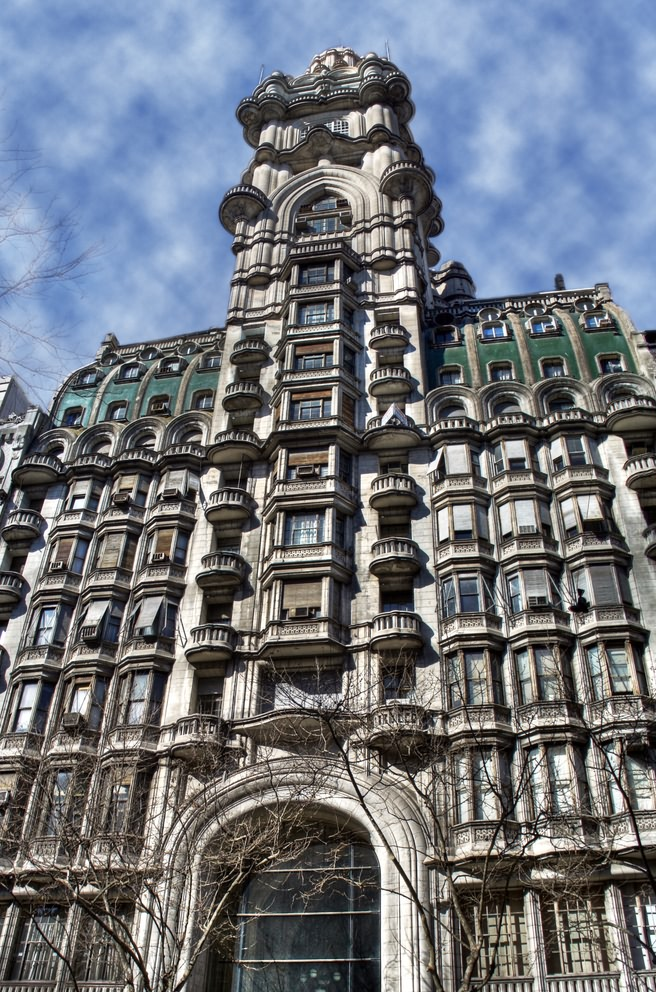
Паласіо Бароло, еклектизм, Буенос-Айрес
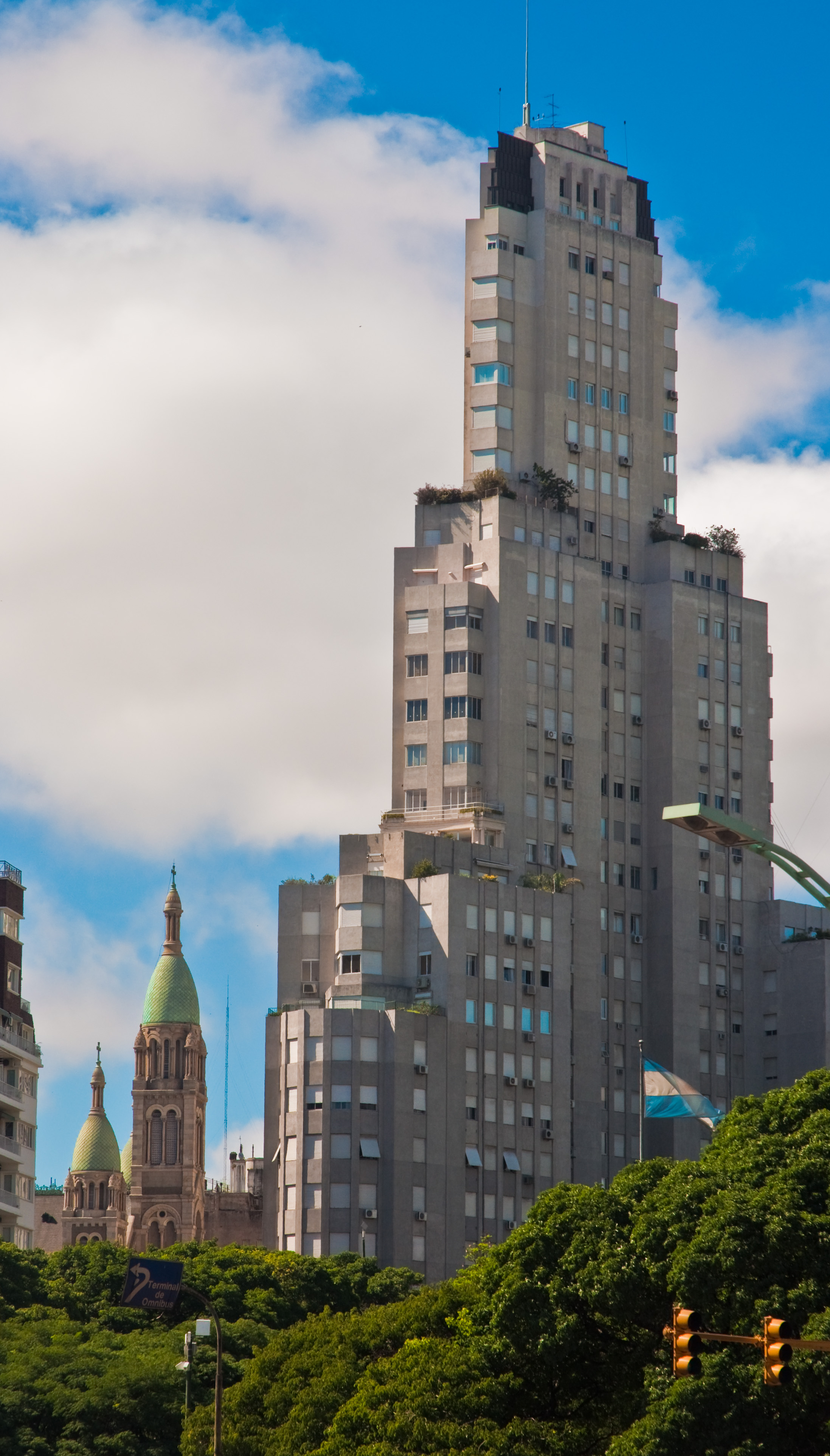
Будівля Кавана, ар деко, Буенос-Айрес
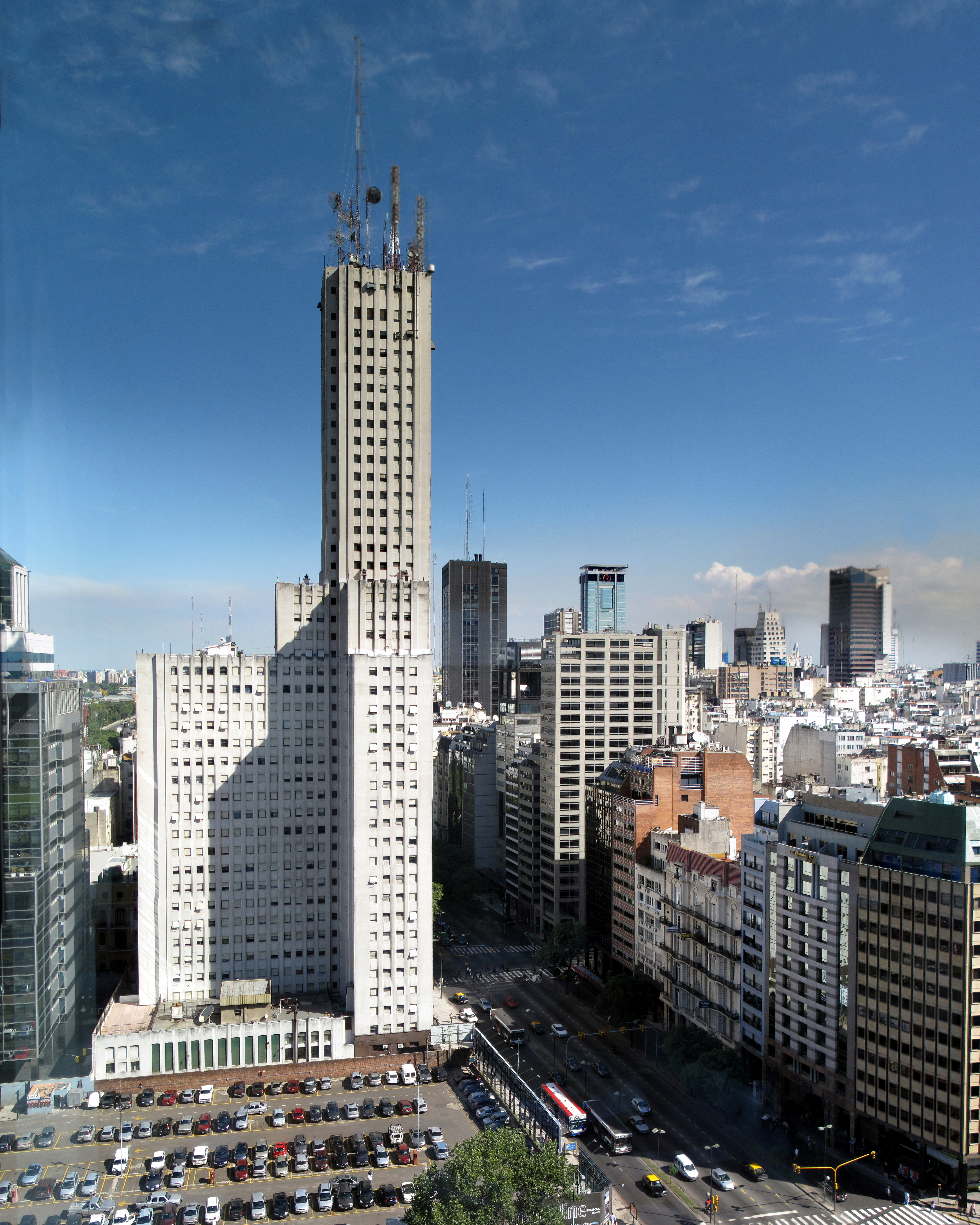
Будівля Алас[en], раціоналізм, Буенос-Айрес
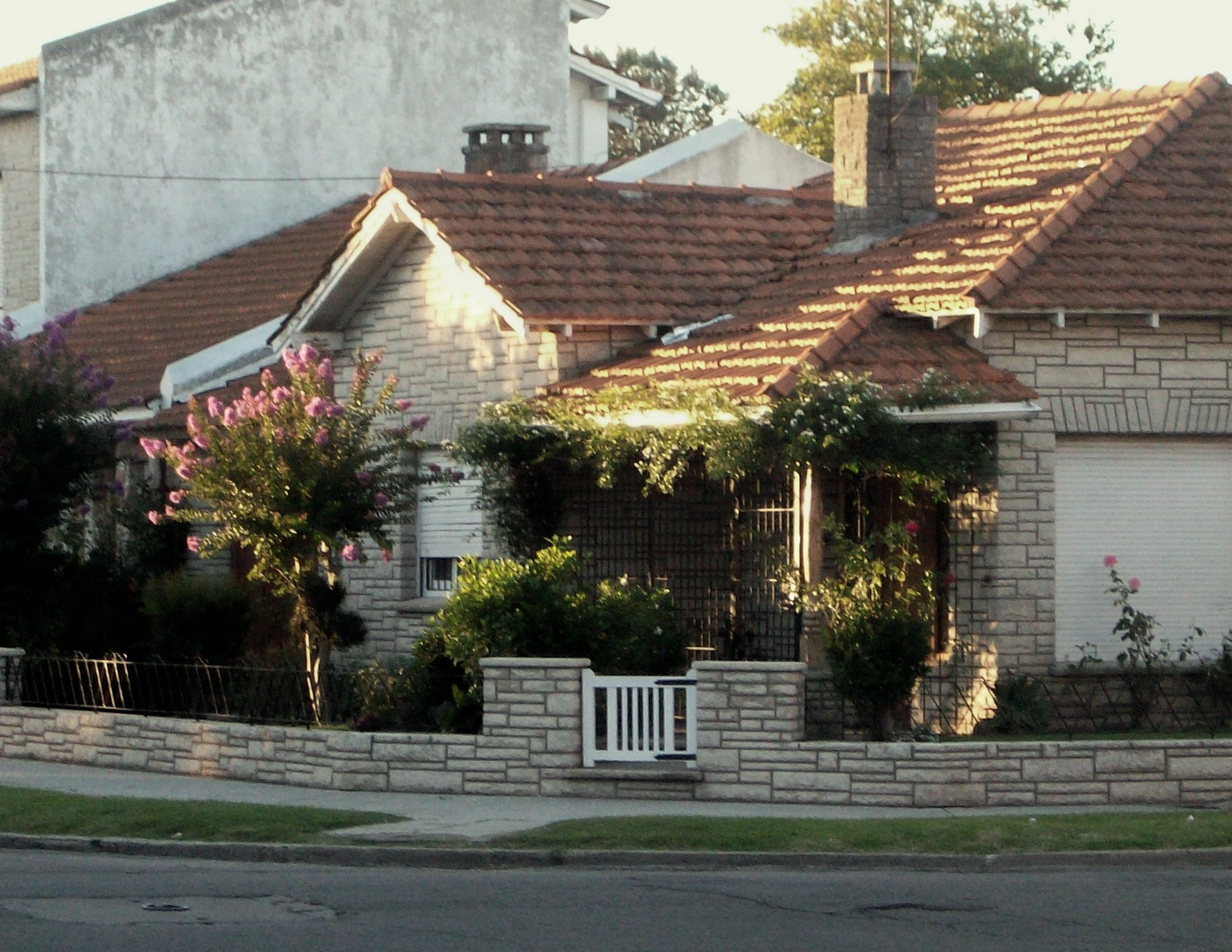
Вілла Мар-дель-Плата[en], Мар-дель-Плата
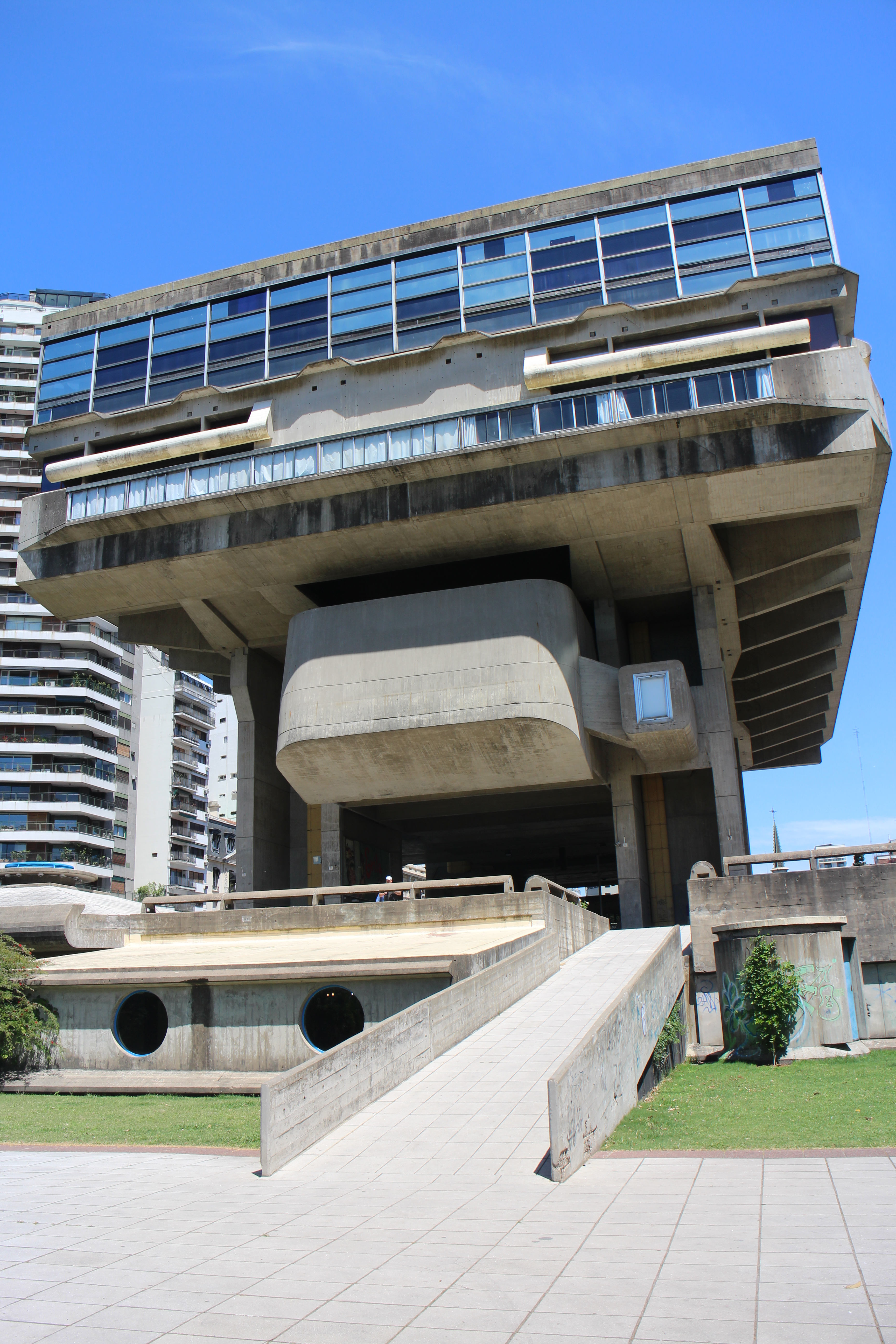
Національна бібліотека Аргентини, бруталізм, Буенос-Айрес
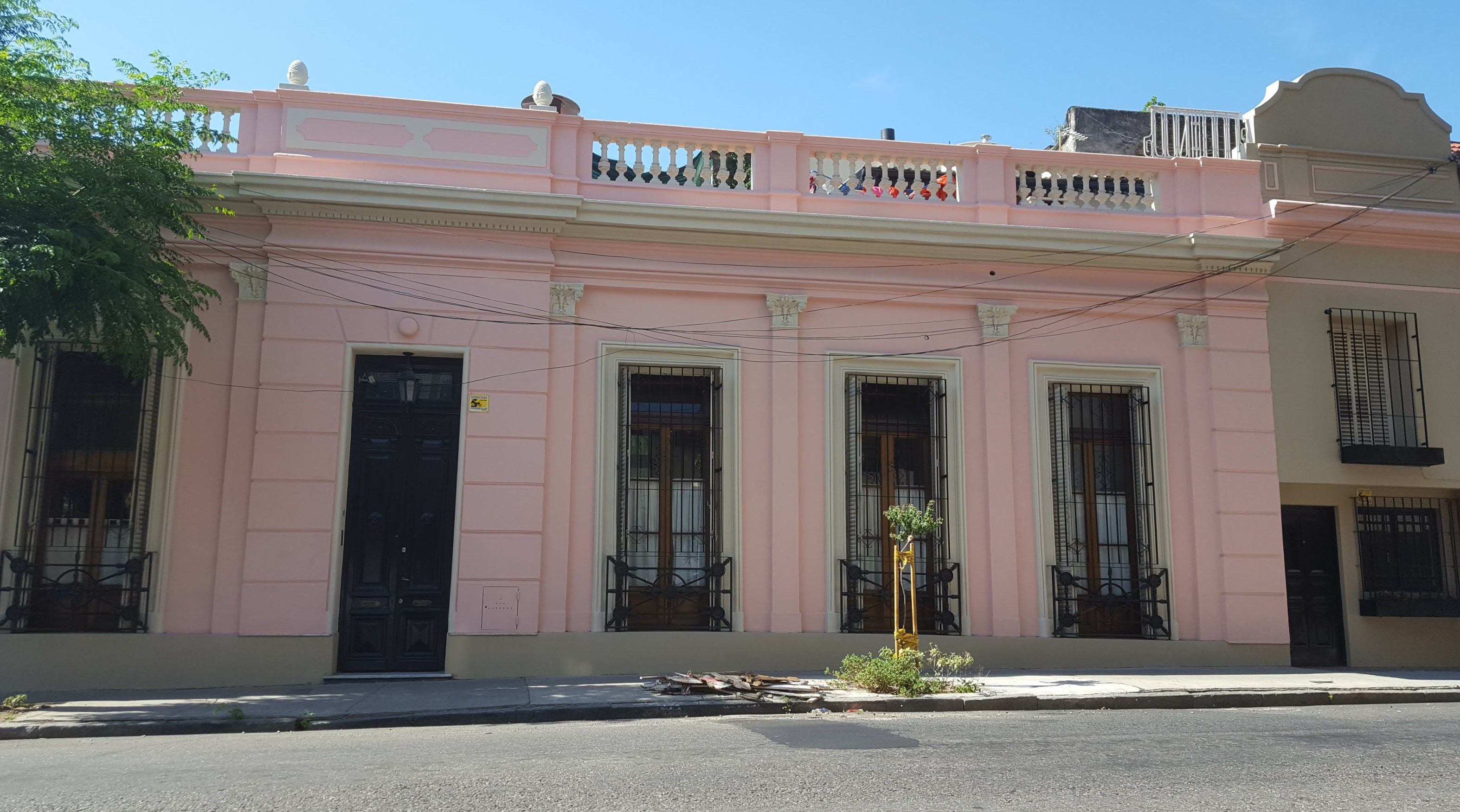
Каса чорізо[en], Буенос-Айрес